# Givry-lès-Loisy
Givry-lès-Loisy település Franciaországban, Marne megyében. Lakosainak száma 73 fő (2022. január 1.). Givry-lès-Loisy Étréchy, Loisy-en-Brie, Soulières, Vert-Toulon és Blancs-Coteaux községekkel határos.

## Népesség
A település népességének változása:
| Lakosok száma | 87   | 76   | 78   | 78   | 88   | 78   | 72   | 70   | 71   | 73   |
|               | 1968 | 1982 | 1990 | 2006 | 2013 | 2015 | 2017 | 2019 | 2020 | 2022 |